# Diego Hartfield
Diego Hartfield (Oberá, 31 gennaio 1981) è un tennista argentino.